# Morlockia atlantida
Espèce
Synonymes
- Speleonectes atlantida Koenemann, Bloechl, Martinez, Iliffe, Hoenemann & Oromí, 2009

Morlockia atlantida est une espèce de rémipèdes de la famille des Morlockiidae.

## Distribution
Cette espèce est endémique de Lanzarote aux îles Canaries. Elle se rencontre dans le Tunnel de l'Atlantide dans l'océan Atlantique.

## Description
Morlockia atlantida mesure environ 20 mm. Comme la plupart des rémipèdes, il n'a pas d'yeux et est hermaphrodite. La longue antenne partant de sa tête ainsi que la présence de poils sensibles lui permettent de se déplacer dans l'obscurité du tunnel.
Cet animal est pourvu de pattes préhensiles et de crocs venimeux au fonctionnement comparable à celui d'une aiguille hypodermique. En dehors de la classe Remipedia, aucun autre crustacé venimeux n'est connu à ce jour.

## Publication originale
- Koenemann, Bloechl, Martinez, Iliffe, Hoenemann & Oromí, 2009 : A new, disjunct species of Speleonectes (Remipedia, Crustacea) from the Canary Islands. Marine Biodiversity, vol. 39, p. 215-225.